# Comté de Magoffin
Le comté de Magoffin est un comté de l'État du Kentucky, aux États-Unis. Son siège est Salyersville.

## Histoire
Le comté a été fondé le 22 février 1860 et a été nommé d'après Beriah Magoffin, qui fut gouverneur du Kentucky de 1859 à 1862.

## Personnalités liées au comté
- Larry Flynt (1942-2021), éditeur américain.